# 韦拉什

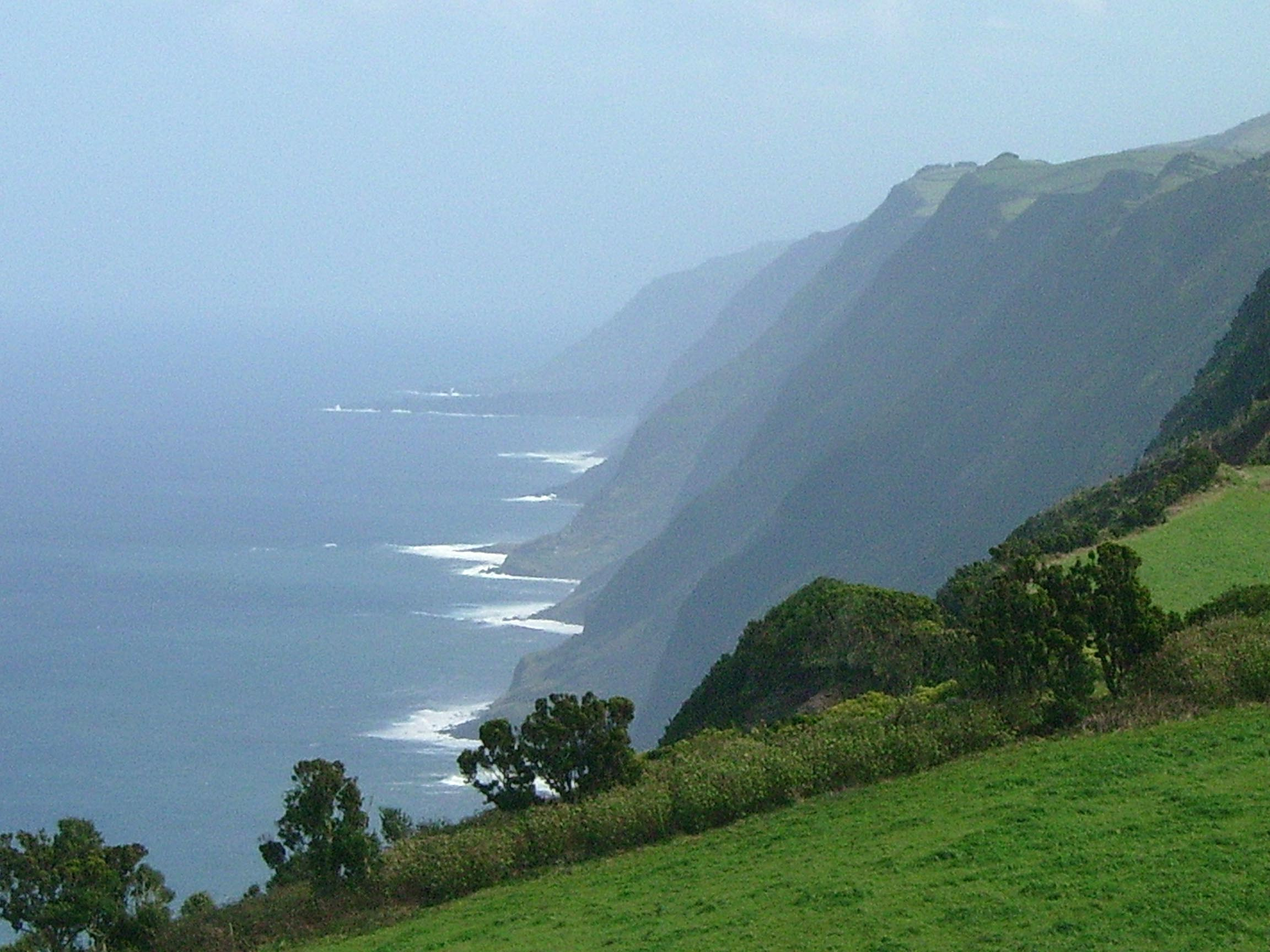

38°40′55″N 28°12′33″W / 38.68194°N 28.20917°W
韋拉什（葡萄牙語：Velas，葡萄牙語發音：[ˈvɛlɐʃ] ⓘ）是葡萄牙的市镇，位於亞速爾群島的聖若熱島，始建於1500年，面積119.08平方公里，海拔高度40米，2011年人口5,398，人口密度每平方公里45.33人。

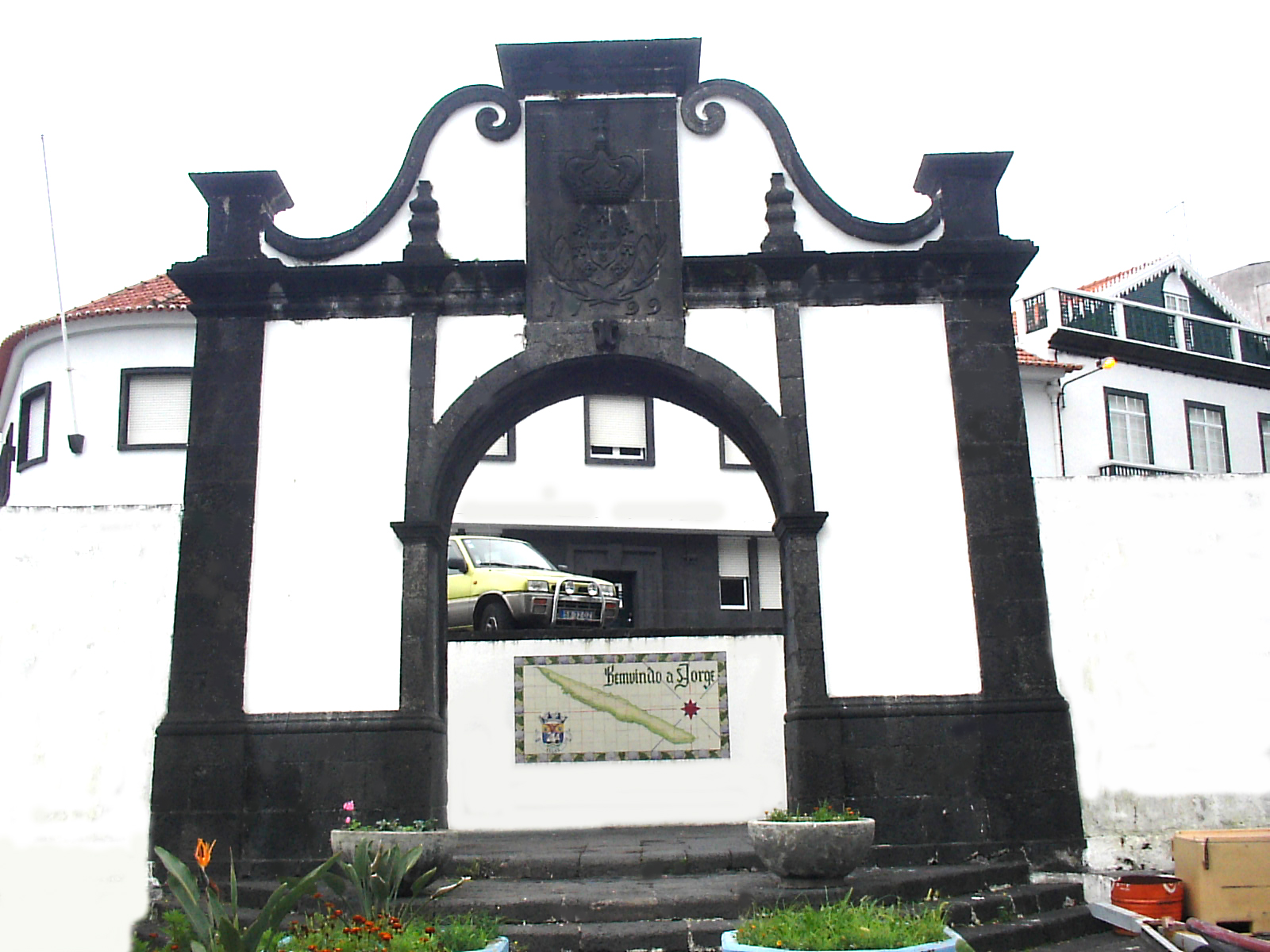

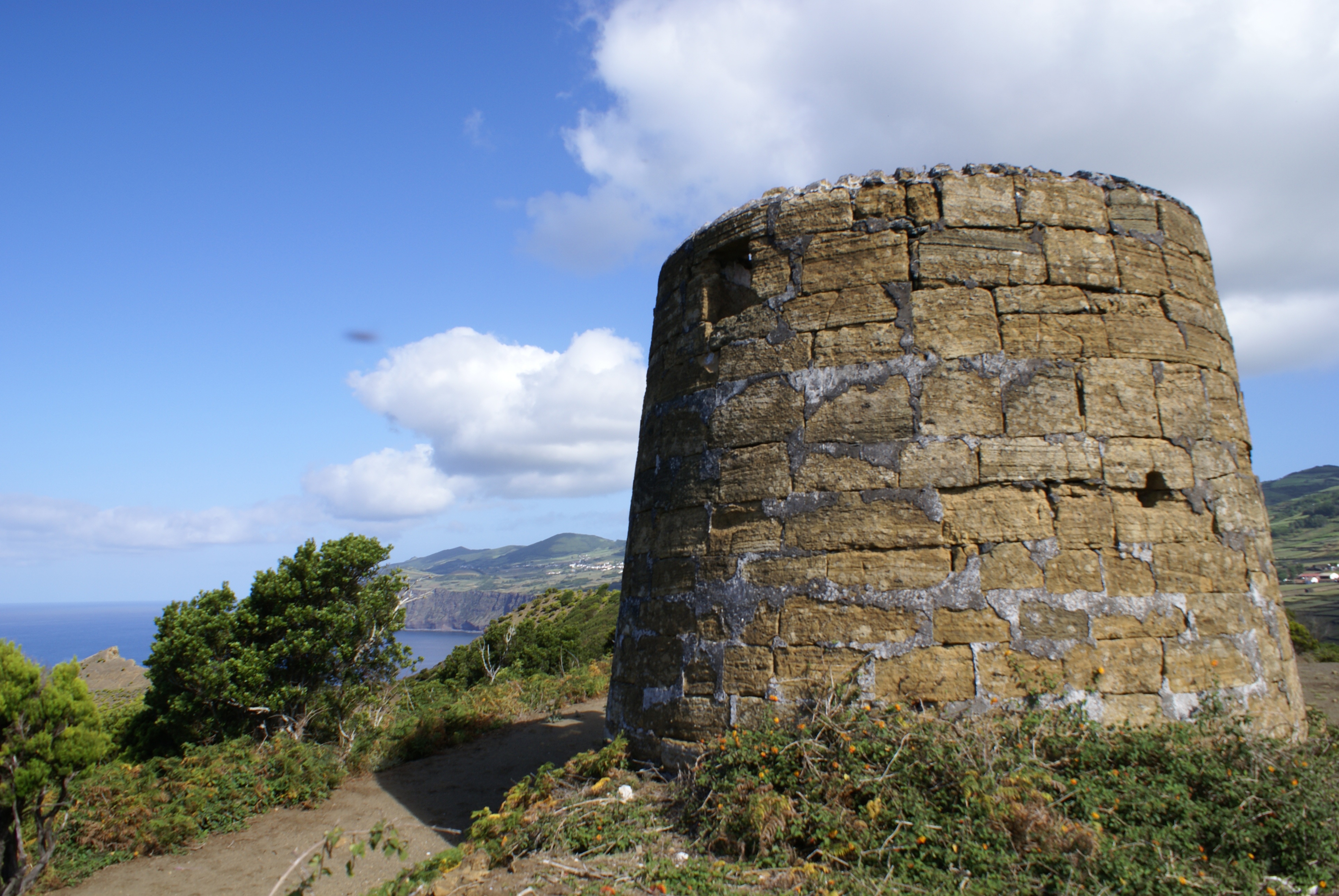

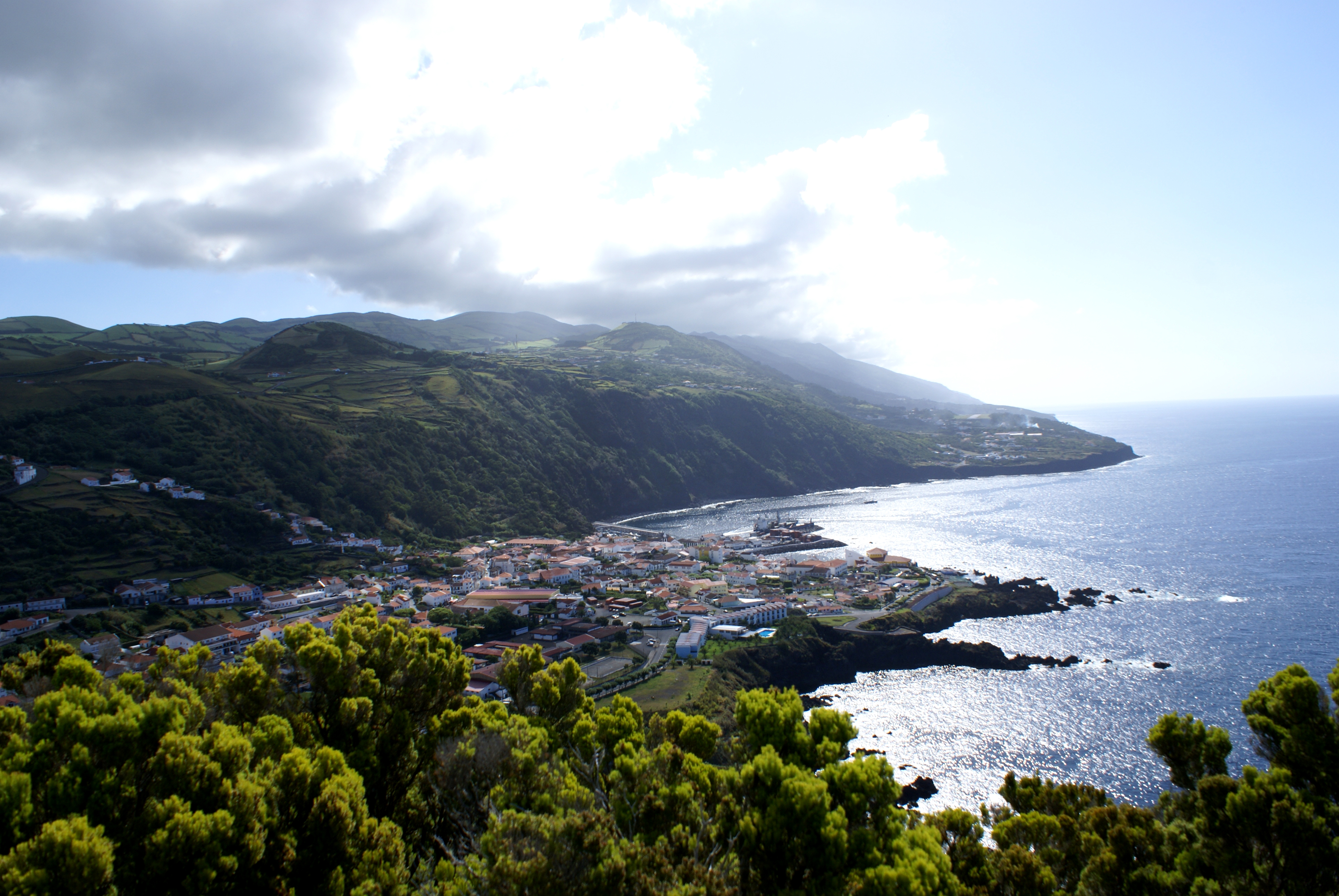